# 大橋喜美
大橋 喜美（おおはし きみ、1905年（明治38年）1月29日 – 1999年（平成11年）6月1日）は、日本の教育者、政治家。衆議院議員（1期）。

## 来歴
栃木県鹿沼市出身。1925年、東京女子高等師範学校文科卒。島根県立浜田高等女学校、滋賀県大津市高等女学校の教員を経て、結婚により宮崎県延岡市に移る。夫の死後、故郷の鹿沼へ戻り、栃木県立鹿沼高等女学校講師になる。
1946年の第22回衆議院議員総選挙では宮崎県から日向民主党公認で立候補して初当選した。当選後は国民協同党に入るが、翌1947年の第23回衆議院議員総選挙では宮崎1区から民主党公認で立候補したが落選。1949年の第24回衆議院議員総選挙では選挙区を栃木1区に移して立候補したが落選した。
落選後の1954年、栃木県内の山林が喜美名義になったことで本来の持ち主の叔父が財産を横領されたとして、地元の鹿沼警察署に告発。喜美は横領などの容疑で逮捕状が取られ、東京で逮捕された。裁判では執行猶予付きの有罪となった。
のちに創価学会に入信した。